# Leptogorgia rathbunnii
Leptogorgia rathbunnii is een zachte koraalsoort uit de familie Gorgoniidae. De koraalsoort komt uit het geslacht Leptogorgia. Leptogorgia rathbunnii werd in 1912 voor het eerst wetenschappelijk beschreven door Verrill. 